# رانتشیروو
رانتشیروو (به لاتین: Rančířov) یک منطقهٔ مسکونی در جمهوری چک است که در ناحیه ییهلاوا واقع شده‌است. رانتشیروو ۶٫۴۵ کیلومتر مربع مساحت و ۳۹۰ نفر جمعیت دارد و ۵۱۰ متر بالاتر از سطح دریا واقع شده‌است.